# Cyclosa insulana
Cyclosa insulana là một loài nhện trong họ Araneidae.
Loài này thuộc chi Cyclosa. Cyclosa insulana được miêu tả năm 1834 bởi Costa.